# Dominic Janes
Dominic Roque Janes Centorbi (Tucson, Arizona, 11 de fevereiro de 1994) é um ator norte-americano.

## Filmografia
| Filmes      | Filmes                  | Filmes                | Filmes                  |
| Ano         | Título Original         | Título (Brasil)       | Papel                   |
| ----------- | ----------------------- | --------------------- | ----------------------- |
| 2005        | Instant Dads            | Instant Dads          | Luke                    |
| 2006        | Re-Animated             | Reanimado             | Jimmy Roberts (para TV) |
| 2007        | Wild Hogs               | Motoqueiros Selvagens | Billy Madsen            |
| Séries      |                         |                       |                         |
| Ano         | Título                  | Papel                 | Episódios               |
| 2005        | Crossing Jordan         | Michael Graham        | 1 episódio              |
| 2006 / 2007 | Dexter                  | Dexter (jovem)        | 5 episódios             |
| 2007 / 2008 | Out of Jimmy's Head     | Jimmy                 | 20 episódios            |
| 2008        | Wolverine and the X-Men | Sammy Paré / Squidboy | 2 episódios             |
| 2009 / 2005 | ER                      | Alex Taggart          | 22 episódios            |

## Prêmios e Indicações
| Prêmios | Prêmios   | Prêmios             | Prêmios                                                   | Prêmios             |
| Ano     | Resultado | Premiação           | Categoria                                                 | Título              |
| ------- | --------- | ------------------- | --------------------------------------------------------- | ------------------- |
| 2008    | Venceu    | Young Artist Awards | Melhor Performance de Elenco Jovem em Série de TV         | Out of Jimmy's Head |
| 2008    | Indicado  | Young Artist Awards | Melhor Performance em Série de TV - Ator Jovem Recorrente | ER                  |